# 瑞鳳殿

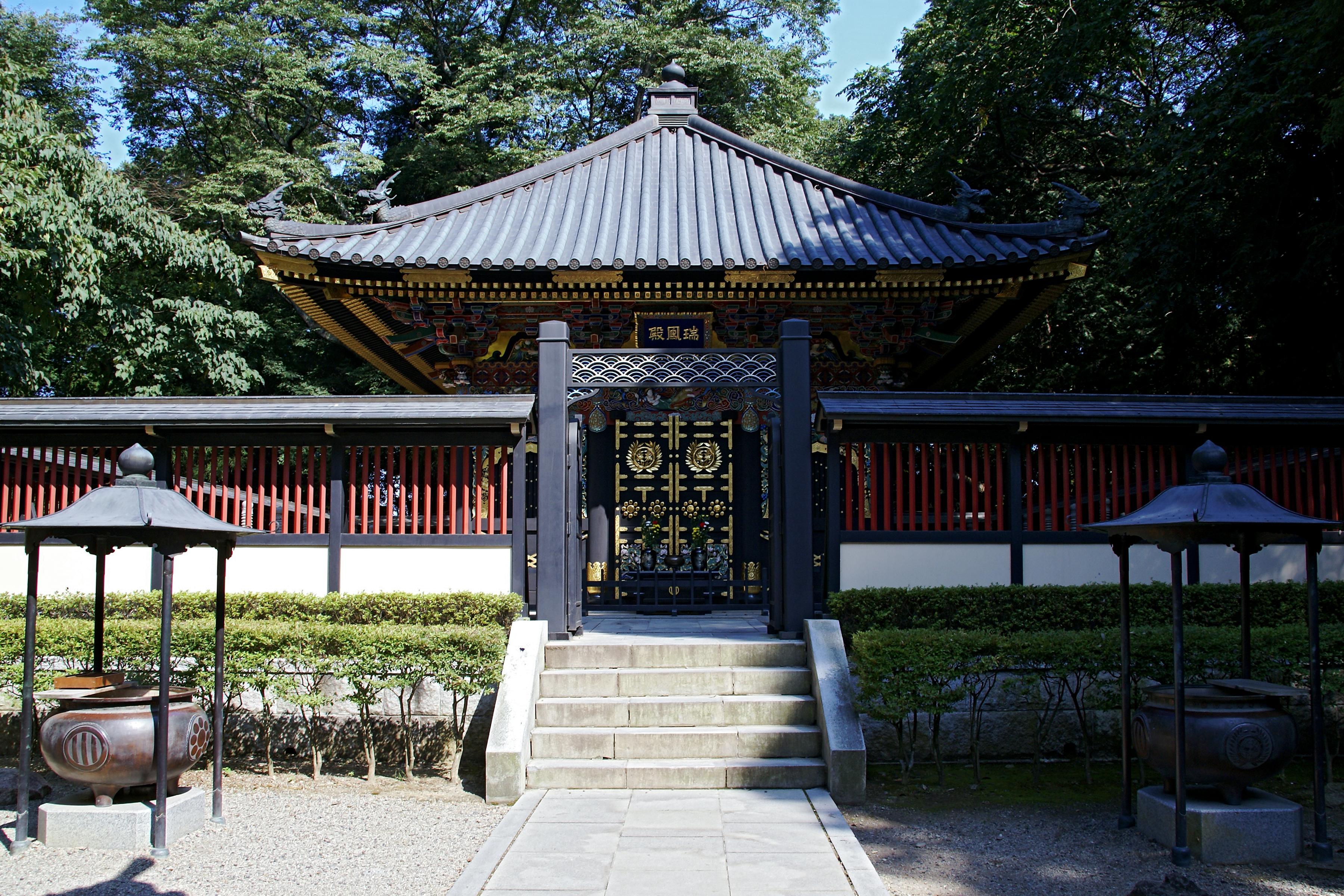
瑞鳳殿

瑞鳳殿（日语：ずいほうでん）是日本宮城縣仙台市青葉區的一所靈屋，供奉的是安土桃山時代奧羽地方的著名大名伊達政宗。

## 概要

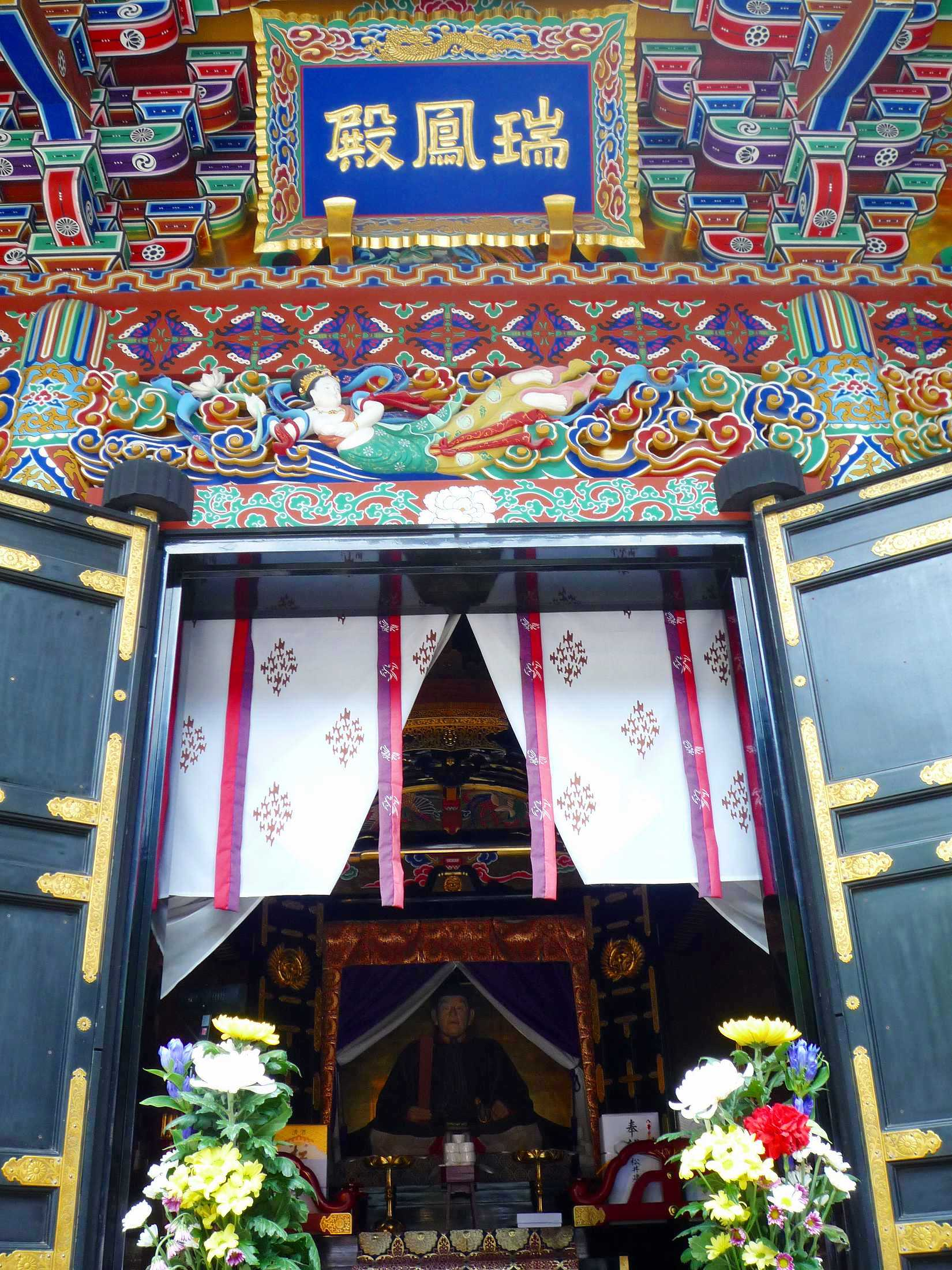
瑞鳳殿中供奉的伊達政宗木像

仙台藩祖伊達政宗曾留有遺言，指當自己死後，希望其他人可以把他的遺骸移送到仙台的經ヶ峰安葬。寬永13年（1636年），伊達政宗死去，後繼者二代藩主伊達忠宗遵從政宗的遺言，在翌年（即寬永14年，1637年）十月為政宗建立御靈屋（おたまや，即靈廟），並命名為「瑞鳳殿」。瑞鳳殿由本殿、拜殿、唐門、御供所、涅槃門等部份組成，顯現了桃山文化的華麗建築特色。昭和6年（1931年），瑞鳳殿被指定為日本国寶。
然而，太平洋戰爭末期的昭和20年（1945年）7月10日、仙台因為被美國空軍戰略爆撃（仙台空襲）而受到很大的破壞，瑞鳳殿亦在仙台空襲燒毀。與此同時，奉祀二代藩主忠宗的感仙殿（かんせんでん）及三代藩主綱宗的善應殿（ぜんおうでん）亦同時被燒毀。
戰爭結束後，大眾議論為瑞鳳殿重建。昭和49年（1974年）展開重建工程前，先在當地進行發掘調查。在這次發掘調查中，發現了伊達政宗的遺骨及陪葬品，這些物品與及大量貴重的資料都出土。
昭和54年（1979年）重建工程正式開展，重建了本殿、拜殿、涅槃門及御供所（再建工程由地元的建設公司石井組承辦）。事後，並在原址興建了資料館，展示在現場出土的文物。在瑞鳳殿資料館中有展示發掘調查的紀錄片約20分鐘，館內展示內容包含著陪葬品、遺骨的調查資料以及當時依照頭顱遺骨所使用精密儀器復原之容貌像(復原之容貌像有政宗公復原像、忠宗公復原像、綱宗公復原像)。
之後、從政宗三代以後、主要葬於大年寺山的茂ヶ崎城跡附近的伊達家墓所。

## 境內

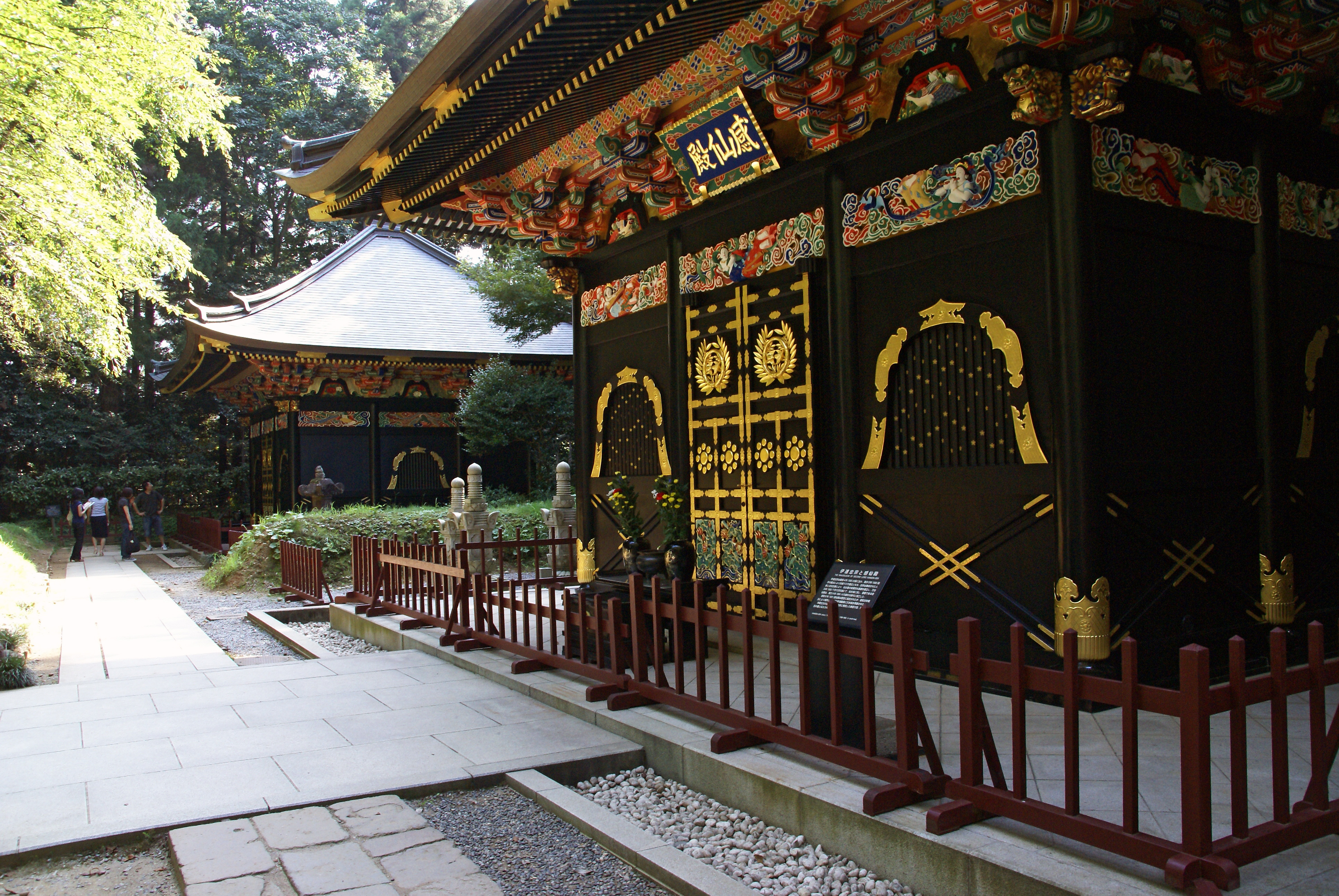
感仙殿與善應殿

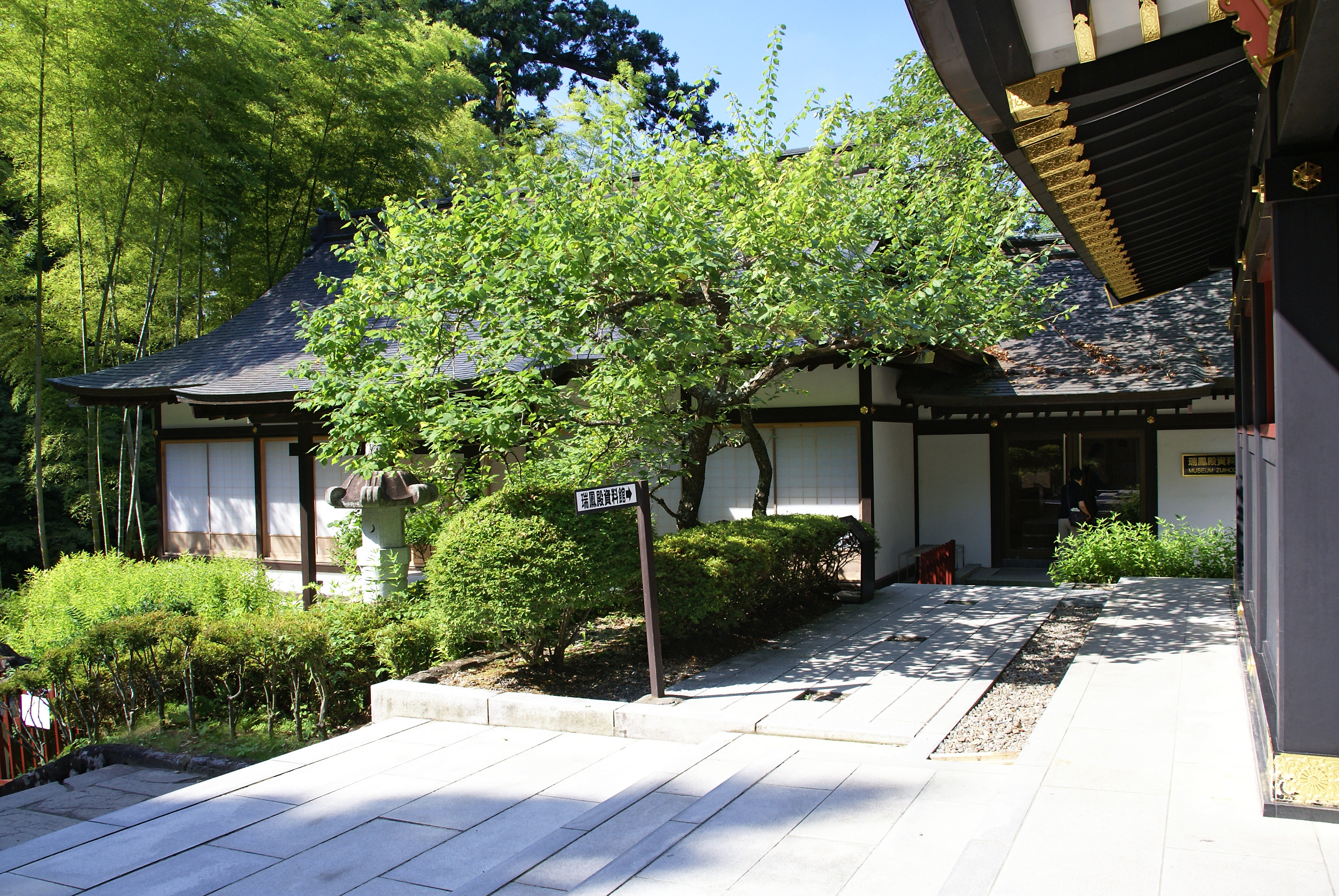
瑞鳳殿資料館

- 瑞鳳殿（藩祖政宗廟）
- 感仙殿（二代忠宗廟）
- 善應殿（三代綱宗廟）
- 瑞鳳殿資料館
- 妙雲界廟
- 御子樣御廟

## 所在地
- 〒980-0814　宮城縣仙台市青葉區靈屋下23-2
- 北緯38度14分62秒東經140度52分00秒

## 周邊
- 瑞鳳寺（隣接）

## 腳註
1. ↑  歷代墓所 的存檔，存档日期2009-09-24.（財團法人瑞鳳殿）

## 關聯項目
- 靈屋橋
- 青葉山丘陵
  - 青葉山 (仙台市)
  - 八木山
  - 經ヶ峰
  - 愛宕山 (仙台市)
  - 大年寺山
- 青葉神社（日语：青葉神社）（奉祀伊達政宗）
- 昌傳庵（日语：昌傳庵）（副祀伊達政宗靈位）
- 瑞巖寺（副祀伊達政宗靈位）
- 高野山（設有伊達政宗供養墓）
- 菩提寺 (日本)

## 外部連結
- 瑞鳳殿官方網頁 （页面存档备份，存于）